# سيدي عبد الله غيات
سيدي عبد الله غيّات هي بلدة في إقليم الحوز، مراكش آسفي، المملكة المغربية. وفقا لتعداد عام 2004 ، يبلغ عدد سكانها 986.